# Przełęcz Sulistrowicka
Przełęcz Sulistrowicka (280 m n.p.m.) – przełęcz w południowo-zachodniej Polsce, w Masywie Ślęży, na Przedgórzu Sudeckim.
Przełęcz położona jest na obszarze Ślężańskiego Parku Krajobrazowego na południowy wschód od miejscowości Sulistrowice, na Wzgórzach Oleszeńskich.
Jest to szerokie, płytko wcięte obniżenie o łagodnych zboczach i podejściach, wcinające się w serpentynitowe podłoże Wzgórz Oleszeńskich między Winną Górę na wschodzie i człon wzgórz z trzema wzniesieniami na zachodzie. Cały obszar przełęczy porośnięty jest lasem mieszanym regla dolnego. Przez przełęcz prowadzi droga z Sulistrowic do Oleszny.

## Szlaki turystyczne
Strzelin - Pęcz - Piotrowice - Zielenice - Suchowice - Jordanów Śląski - Glinica - Winna Góra - Gozdnik - Przełęcz Sulistrowicka - Przełęcz Słupicka - Radunia - Przełęcz Tąpadła - Ślęża - Sobótka-Górka
 Przełęcz Sulistrowicka - Karolin - Piotrówek - Rozdroże nad Piotrówkiem (koniec na szlaku zielonym pod Jańską Górą)